# Теорема Адамара про лакуни
Теорема Адамара про лакуни (також теорема Островського — Адамара) — твердження про неможливість аналітичного продовження степеневого ряду, у якого коефіцієнти дорівнюють нулю для доданків, що задовольняють деяким вимогам, за межі круга збіжності, навіть на точки границі круга. Названа на честь математиків Олександра Островського і Жака Адамара.

## Формулювання
Розглянемо функцію, яка визначається степеневим рядом виду {\displaystyle f(z)=\sum _{n=1}^{\infty }p_{n}z^{\lambda _{n}}}, збіжним у крузі радіусу 1, де {\displaystyle \{p_{n}\}} — деяка зростаюча послідовність натуральних чисел. Тоді, якщо існує деяка додатна константа {\displaystyle \delta }, така, що {\displaystyle {\frac {p_{n+1}}{p_{n}}}>1+\delta } для всіх {\displaystyle n}, то функція {\displaystyle f(z)} є лакунарною, тобто для неї не існує аналітичного продовження навіть на точки на границі круга.

## Доведення
Припустимо, що деяка {\displaystyle P\in \partial D} є регулярною для {\displaystyle f}, тобто для {\displaystyle f} існує аналітичне продовження в деякий окіл цієї точки. Без втрати загальності можна вважати {\displaystyle P=1}. Дійсно замінивши {\displaystyle z} на {\displaystyle wz}, де {\displaystyle |w|=1}, отримуємо ряд тієї ж форми, коефіцієнти якого за модулем рівні попередньому; тож новий ряд також має радіус збіжності 1, згідно з радикальною ознакою Коші. Тоді існує круг {\displaystyle D(l,\epsilon )} і голоморфна функція {\displaystyle F} на {\displaystyle U=D(0,1)\cup D(l,\epsilon )} для яких {\displaystyle F|_{D(0,1)}=f|_{D(0,1)}}.
Виберемо ціле число {\displaystyle k>0} таке що {\displaystyle (k+l)/k<1+\delta } і визначимо функцію {\displaystyle \psi (z)={\frac {1}{2}}(z^{k}+z^{k+1})}.
Зауважимо, що {\displaystyle \psi (1)=1} і якщо {\displaystyle |z|\leqslant 1}, але {\displaystyle z\neq 1}, тоді маємо
{\displaystyle |\psi (z)|={\frac {1}{2}}|z^{k}|\cdot |1+z|<{\frac {1}{2}}|z^{k}|\cdot 2\leqslant 1}
Тому {\displaystyle \psi ({\overline {D}})} є компактною підмножиною {\displaystyle U}. З неперервності {\displaystyle \psi } випливає, що існує круг {\displaystyle D(0,1+\delta )} такий що {\displaystyle \psi (D(0,1+\delta ))\subseteq U}. Зауважимо, що {\displaystyle 1\in \psi (D(0,1+\delta ))}.
Визначимо {\displaystyle G(z)=F(\psi (z)),\;z\in D(0,1+\delta )}. Розкладемо {\displaystyle G} в степеневий ряд в околі 0:
{\displaystyle G(z)=\sum _{n=0}^{\infty }c_{n}z^{n}}.
Порівняємо цю формулу із формулою одержаною заміною {\displaystyle \psi (z)} у степеневий ряд для {\displaystyle F=f} на {\displaystyle D(0,1)}:
{\displaystyle (F\circ \psi )(z)=\sum _{j}a_{j}\left({\frac {1}{2}}\left(z^{k}+z^{k+1}\right)\right)^{p_{j}}}
Зауважимо що j-й доданок цього ряду містить степені {\displaystyle z} від {\displaystyle z^{kp_{j}}} до {\displaystyle z^{(k+1)p_{j}}}, а (j+1)-й доданок містить степені {\displaystyle z} від {\displaystyle z^{kp_{j+1}}} до {\displaystyle z^{(k+1)p_{j+1}}}. Але умови теореми щодо {\displaystyle \{p_{n}\}} і вибір {\displaystyle k} гарантують що {\displaystyle (k+1)p_{j}<k(p_{j+1})}, тож степені у різних доданках є різними відрізняються.
Як наслідок,
{\displaystyle \sum _{j=0}^{N}a_{j}(\psi (z))^{p_{j}}=\sum _{l=0}^{(k+1)p_{N}}c^{l}z^{l}}.
Вираз у правій стороні збігається при {\displaystyle N\to \infty } на крузі {\displaystyle D(0,1+\delta )}, оскільки {\displaystyle G(z)} є голоморфною всюди в цьому крузі. Тому збігається і вираз у лівій стороні. Іншими словами, {\displaystyle \sum _{j=0}^{\infty }a_{j}\omega ^{p_{j}}} збігається для всіх {\displaystyle w\in \psi (D(0,1+\delta ))}. Зокрема цей ряд збігається для всіх {\displaystyle w} в околі 1, тож із теореми Абеля випливає, що його радіус збіжності не є рівним 1, що суперечить припущенню.